# Keep the Faith
Keep the Faith je páté studiové album americké rockové skupiny Bon Jovi. Vydalo jej v listopadu roku 1992 hudební vydavatelství Mercury Records. Nahráno bylo od ledna do srpna toho roku a jeho producentem byl Bob Rock. V žebříčku Billboard 200 se album umístilo na páté příčce, v UK Albums Chart na první. Na první příčce se umístilo v hitparádách několika dalších zemí.

## Seznam skladeb
| Pořadí | Název                               | Autor                                   | Délka |
| ------ | ----------------------------------- | --------------------------------------- | ----- |
| 1.     | I Believe                           | Jon Bon Jovi                            | 5:50  |
| 2.     | Keep the Faith                      | Bon Jovi, Richie Sambora, Desmond Child | 5:45  |
| 3.     | I'll Sleep When I'm Dead            | Bon Jovi, Sambora, Child                | 4:43  |
| 4.     | In These Arms                       | Bon Jovi, Sambora, David Bryan          | 5:19  |
| 5.     | Bed of Roses                        | Bon Jovi                                | 6:34  |
| 6.     | If I Was Your Mother                | Bon Jovi, Sambora                       | 4:26  |
| 7.     | Dry County                          | Bon Jovi                                | 9:53  |
| 8.     | Woman in Love                       | Bon Jovi                                | 3:48  |
| 9.     | Fear                                | Bon Jovi                                | 3:05  |
| 10.    | I Want You                          | Bon Jovi                                | 5:36  |
| 11.    | Blame It on the Love of Rock & Roll | Bon Jovi, Sambora                       | 4:23  |
| 12.    | Little Bit of Soul                  | Bon Jovi, Sambora                       | 5:47  |
| 13.    | Save a Prayer                       | Bon Jovi, Sambora                       | 5:57  |
| 14.    | Starting All Over Again             | Bon Jovi, Sambora                       | 3:47  |

## Obsazení
Bon Jovi
- Jon Bon Jovi – zpěv, kytara
- Richie Sambora – kytara, doprovodné vokály
- Alec John Such – baskytara, doprovodné vokály
- Tico Torres – bicí, perkuse
- David Bryan – klávesy, doprovodné vokály

Ostatní hudebníci
- Hugh McDonald – baskytara
- Danny Korchmar – varhany
- Maxine Waters – doprovodné vokály
- Julia Waters – doprovodné vokály
- Myna Matthews – doprovodné vokály